# Stevland Angus
Stevland Angus, född 16 september 1980 i Essex, London, är en före detta engelsk fotbollsspelare.